# Repellent-1
Repellent-1 (ruski: Репеллент-1) ruski je sustav za elektroničko ratovanje dizajniran za suzbijanje djelovanja bespilotnih letjelica na udaljenosti od 30 do 35 km. Težak je više od 20 tona.
Repellent je u stanju otkriti minijaturne zračne mete na temelju njihovih kontrolnih signala na udaljenosti većoj od 35 km, ali može rušiti bespilotne letjelice samo na udaljenosti ne većoj od 2,5 km.

## Povijest
“Repellent-1 razvio je Ruski znanstveno-tehnički centar za elektroničku borbu (ruski: Научно-техническом центре радиоэлектронной борьбы). Ugrađuje se na šasiju MAZ-a ili KAMAZ ovisno o željama kupca.
Razvoj "Repellent-1" završen je 2016. i sustav je prikazan na izložbi.

## Operatori
- Rusija
- Armenija[6]
- Kazahstan

## Primjena

### Armensko-azerbajdžanski granični sukob
Armenija je izgubila dvije operativne stanice kompleksa Repellent-1.

### Ruska invazija Ukrajine (2022.)
Dana 1. svibnja 2022. objavljeno je da je ruski Repellent-1 uništen.